# Fuera de carta
Fuera de carta is een Spaanse film uit 2008, geregisseerd door Nacho G. Velilla.

## Verhaal
Maxi (Javier Cámara) is chef-kok en eigenaar van het restaurant Xantarella. Hij hoopt binnenkort een Michelin-ster te kunnen bemachtigen, want hij heeft last van financiële problemen. Het wordt nog lastiger, want Maxi heeft jaren geleden zijn vrouw en gezin achtergelaten, omdat hij als homoseksueel uit de kast is gekomen. Nu is zijn ex-vrouw overleden, en komen zijn zoon en dochter, met wie hij al jaren geen contact meer heeft, bij hem wonen. Ondertussen helpt Maxi zijn maître d’ Álex (Lola Dueñas) met het zoeken naar een vriend en hij probeert haar te koppelen aan de Argentijnse voetballer Horacio (Benjamín Vicuña). Al gauw blijkt dat Horacio ook homoseksueel is, maar als heteroseksueel door het leven gaat.

## Rolverdeling
| Acteur            | Personage |
| ----------------- | --------- |
| Javier Cámara     | Maxi      |
| Lola Dueñas       | Alex      |
| Fernando Tejero   | Ramiro    |
| Benjamín Vicuña   | Horacio   |
| Alexandra Jiménez | Paula     |
| Chus Lampreave    | Celia     |
| Cristina Marcos   | Marta     |
| Junio Valverde    | Edu       |
| Luis Varela       | Jaime     |

## Ontvangst

### Prijzen en nominaties
De film werd genomineerd voor twee Premios Goya.
| Jaar | Prijs                           | Categorie               | Genomineerde    | Resultaat   |
| ---- | ------------------------------- | ----------------------- | --------------- | ----------- |
| 2009 | Premios Goya (23ste uitreiking) | Beste acteur            | Javier Cámara   | Genomineerd |
| 2009 | Premios Goya (23ste uitreiking) | Beste mannelijke bijrol | Fernando Tejero | Genomineerd |